# Mvezo
Mvezo é uma pequena vila no Distrito O. R. Tambo, Cabo Oriental, África do Sul. Mvezo está localizado nas margens do rio Mbashe, no Distrito de Livingstone. Durante o período do apartheid, Mvezo pertencia a Transkei.
É conhecida por ser a terra natal de Nelson Mandela (1918-2013), Ex-Presidente Sul-Africano e Prémio Nobel da Paz.